# Oltre il mare (singolo)
Oltre il mare è un singolo del duo hip hop italiano Two Fingerz, pubblicato il 30 maggio 2008.

## Descrizione
Oltre Il Mare è un brano pubblicato nel 2008 per il progetto a scopo benefico a favore della campagna “Rewrite the Future” di Save the Children, la più grande organizzazione internazionale indipendente per la difesa dei diritti dei bambini.
Questo brano vanta la collaborazione del rapper e cantautore italiano Dargen D'Amico e del tenore Joe Fallisi.

## Video musicale
Il video, realizzato da Cosimo Alemà e The Mob, è stato pubblicato su YouTube.

## Tracce
Testi e musiche di Daniele Lazzarin, Jacopo Matteo Luca D'Amico, Joe Fallisi, Riccardo Garifo, Marco Zangirolami.
1. Oltre il mare – 3:48